# Адил Букеев
Ади́л Букее́в (каз. Әділ Бөкейұлы; 1793 — 1876) — казахский государственный и политический деятель, султан, председатель совета по управлению Букеевской Ордой (1845—1854).

## Биография
Был вторым сыном от первой жены Бокей-хана и брат Жангир-Керей-хана. Верно служил Жангир хану и при его отсутствии вел управление Ордой. С 12 июня 1826 управлял маскарским, есентемировским, тазским и адаевским родами. 9 декабря 1829 года получил из Оренбургской пограничной комиссии похвальный лист за оказанное усердие к прекращению бывшего во Внутренней орде неустройства. В 1832 году награжден золотою на Анненской ленте медалью с надписью "За усердие". Получил чин военного старшины (25.10.1849 г.). После смерти Джангир хана, в служебной письме председателя Оренбургской пограничной комиссии М.В.Ладыженского к советнику И.М.Бикмаеву сообщалось, до прихода царского указа, управлять Ордой будет Адиль Букейханов. Потом назначен председателем Временного совета по управлению ордой. Имел три советника: двоих из казахов, одного из русских. Советники султан Мендикерей Бокейханов, султан Чуке Букейханов и из Министерства гос.имуществ Российской империи С.И.Матвеев. В семье имел две жены, 12 детей. Умер в 1876 году.